# میدان انقلاب اسلامی
میدان انقلاب اسلامی ، میدانی در مرکز شهر تهران است که در تقاطع خیابان‌های انقلاب اسلامی، کارگر و آزادی قرار دارد. این میدان یکی از میدان‌های اصلی شهر تهران به‌شمار می‌رود.
به دلیل مرکزیت این میدان، و نیز امکان دسترسی به دیگر مناطق شهر، روزانه افراد بسیاری از این میدان می‌گذرند. این میدان، به دلیل نزدیک بودن به دانشگاه تهران و وجود بیش‌ترین کتاب‌فروشی‌ها و انتشارات در اطراف آن، قلب فرهنگی پایتخت می‌باشد . مراکز فرهنگی مختلف مانند انتشارات و مراکز نشر، دارالترجمه‌ها، اموزشگاه‌های کنکور و زبان و فروشگاه‌های محصولات فرهنگی در این میدان به چشم میخورند. علاوه بر اینها، سینما بهمن در شمال‌شرقی میدان، سینماهای مرکزی، شهر تماشا و پارس در جنوب غربی میدان هستند . همچنین در ضلع شمالی و جنوبی میدان نیز، تعداد زیادی سالن‌های غذاخوری و مغازه‌های فروش ساندویچ و دیگر غذاهای اماده فعالیت می‌کنند. 
میدان انقلاب یکی از مناطق مهم و حساس در راهپیمایی‌های قبل و بعد از انقلاب ۱۳۵۷ بوده‌ است و در حافظه تاریخی تهرانی‌ها و حتی کل مردم ایران دارای هویت ویژه ای می‌باشد.

## نماد میدان

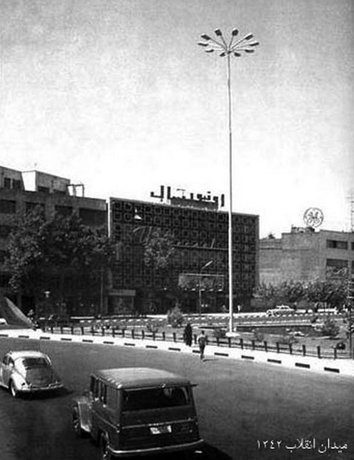
میدان ۲۴ اسفند در سال ۱۳۴۲

پیش از انقلاب ۱۳۵۷، این میدان، ۲۴ اسفند نام داشت که برابر با زادروز رضا شاه بود و به همین مناسبت در میانه این میدان تندیسی از رضا شاه بر پا شده بود. به همین دلیل این میدان را میدان مجسمه هم می‌خواندند. در جریان انقلاب، نام این میدان از ۲۴ اسفند به میدان انقلاب تغییر داده و مجسمه آن نیز به پایین کشیده شد.

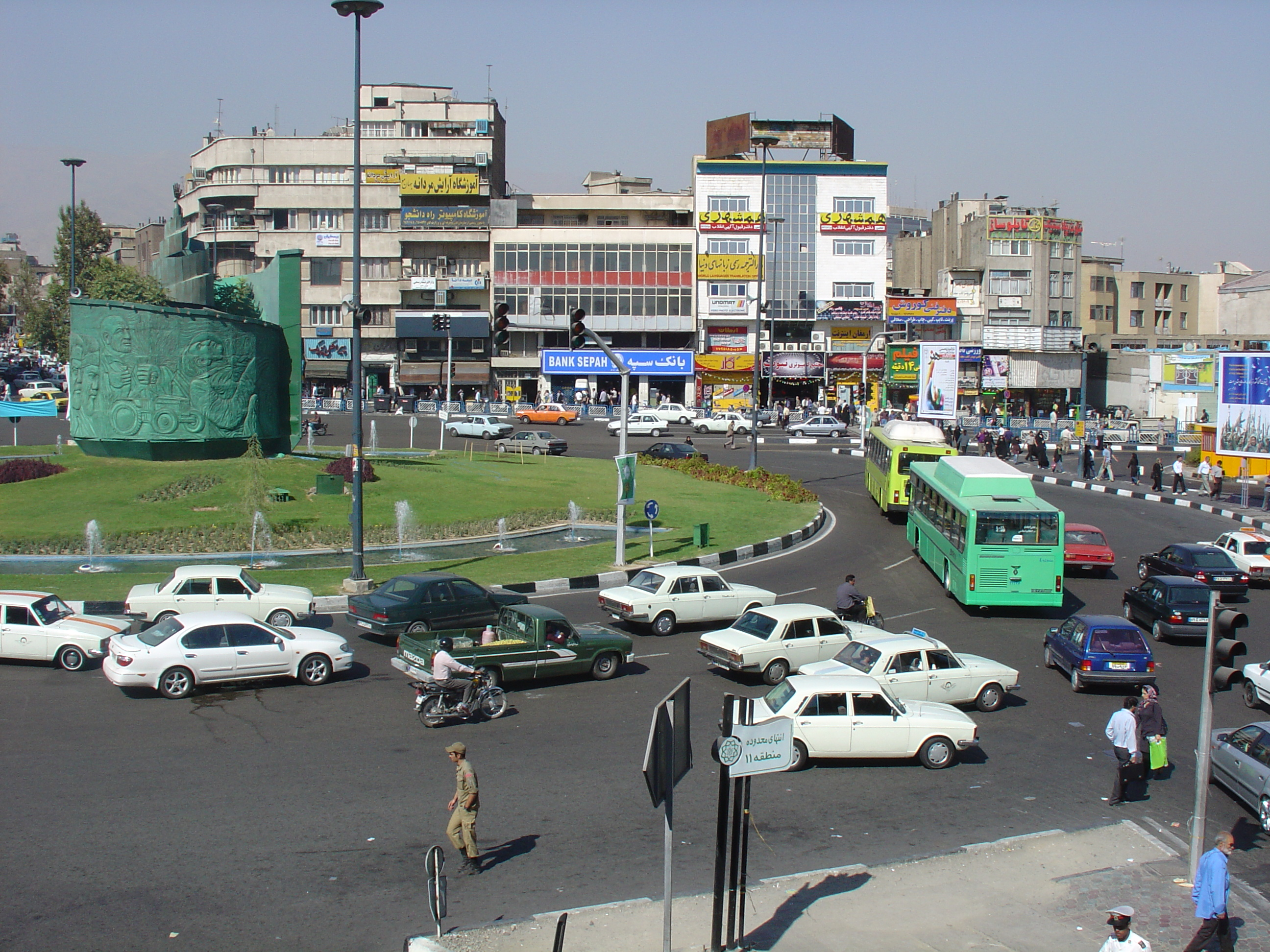
میدان انقلاب اسلامی در سال ۱۳۸۶، نماد حجمی سابق در میان میدان

در سال ۱۳۶۱ نمادی که ایرج اسکندری برای مصلی تهران طراحی کرده بود از سوی معاونت هنری وزارت فرهنگ وارشاد اسلامی تبدیل به طرحی مدور و پس از اجرا توسط «فریدون صدیقی» در میدان انقلاب نصب شد. این طرح در ابتدا به صورت نقش برجسته و دیواری طراحی شده بود و یادآور روزهای جنگ و شامل تصاویر رزمندگان و روح‌الله خمینی بود، برای فضایی مسطح طراحی شده بود و پس از اجرا به صورت مدور و حجمی بخشی از ویژگی‌های تصویری خود را از دست داد. 
ایرج اسکندری دربارهٔ اینکه چطور طرح دیواری که برای مصلی طراحی کرده بود از میدان انقلاب سر درآورده می‌گوید: «در ملاقاتی که با معاونت هنری وقت، آقای سید کمال حاج‌ سید جوادی داشتم ، مقرر شد تا طرحی برای دیواری با موضوع جنگ آماده کنم . ضمن اینکه در نیروی زمینی ارتش به عنوان افسر وظیفه خدمت سربازی را می‌گذراندم , در فرصتی کوتاه طرح را در ازای مبلغ ۳۲ هزارتومان آماده کردم و تحویل مرکز تجسمی وزارت ارشاد دادم . یکی دو هفته بعد که برای پیگیری نتیجه‌ی کار مراجعه‌ای به مرکز تجسمی داشتم ، ماکتی حلزونی را دیدم که طرح بنده روی آن نصب شده بود . تعجب کردم و به آقای امدادیان که آن موقع معاون مرکز تجسمی بود ، گفتم: «مگر قرار نبود این طرح برای یک دیوار اختصاص یابد؟» ایشان گفتند: «چون میدان انقلاب وضعیت خوبی نداشت قرار بر این شد طرح شما به این صورت درآید.» این تصمیم برای من بسیار عجیب و غیرمنتظره  بود و بهیچوجه  قادر به درک ان نبودم. زیرا این طرح برای میدان انقلاب تهیه نشده بود و موضوع آن هم جنگ بود و هیچ ارتباط موضوعی ‌ای با میدان انقلاب نداشت.»
با توجه به اینکه طرح از مالکیت بنده خارج بود اعتراضم به جایی نرسید . اجرای طرح به صورت نقش برجسته هم حکایت دیگری دارد و از این قرار بوده که یکی دوسال قبل از انقلاب آقای فریدون صدیقی ، فرزند ابوالحسن خان صدیقی ، قراردادی را برای ساخت یک مجسمه با فرهنگ و هنر منعقد می‌سازد و از این بابت پیش‌پرداختی معادل ۵۰۰ هزار تومان دریافت می‌کند. با توجه به شروع فعالیت‌های انقلابی مردم ، ساخت این مجسمه که قاعدتاً مربوط به خانواده‌ی پهلوی بود معلق می‌شود . پس از انقلاب ، ایشان به وزارت فرهنگ و هنر بدهکار می‌شود و گویا بابت این بدهکاری ممنوع‌الخروج نیز شده بوده است . وزارت ارشاد نیز برای تسویه‌ی بدهکاری آقای صدیقی به ایشان پیشنهاد ساخت مجسمه‌ی میدان انقلاب را براساس ماکت موجود می‌دهد و با ایشان به توافق می‌رسد . سرانجام مجسمه‌ی میدان انقلاب به صورت نقش برجسته با بتون اجرا و نصب می‌شود.»
این نماد در سال ۱۳۸۶ به دلیل ساخت مترو درون شهری از میدان انقلاب به مکان دیگری منتقل شد . پس از پیگیری‌های مسولان سازمان زیباسازی شهر تهران و مدیر عامل متروی تهران نماد پیشین میدان انقلاب پس از بازسازی در سال ۱۳۸۹ دوباره در میدان، نبش خیابان آزادی نصب شد . ایرج اسکندری، طراح این مجسمه مدور، نسبت به نصب مجدد این مجسمه در میدان انقلاب انتقاد داشت و معتقد بود که این مجسمه باید در موزه جنگ نگهداری شود اما مجدداً این مجسمه در میدان انقلاب نصب شد . برخی از مجسمه سازان از جمله رامین اعتماد بزرگ، جمشید مرادیان و امیرمحمد قاسمی‌زاده هنگام نصب این مجسمه معتقد بودند که نماد پیشین میدان انقلاب از جذابیت بصری و زیبایی‌شناسی مناسبی برخوردار نیست و باید برای نگهداری به موزه جنگ فرستاده شود . ایرج اسکندری در این خصوص می‌گوید : « ماجرای شکل‌گیری نماد میدان انقلاب به سال‌های دور برمی‌گردد که من طرحی را برای نقش برجسته دیواری یک صدمتری ارائه داده بودم . این طرح قرار نبود به این صورت فعلی اجرا شود ، بلکه بنا بود در حاشیه مصلای تهران ارائه شود . در سال ۱۳۶۱ سیدکمال حاج سیدجوادی ، معاونت وقت وزارت فرهنگ و ارشاد اسلامی تصمیم گرفت این طرح را به صورت مدور در میدان انقلاب اجرا کند . بنابراین طرح را به مناقصه گذاشتند و نتیجه آن شد که فریدون صدیقی را به عنوان مجری طرح انتخاب کردند. ویژگی طرح روایی بودن آن است و به همین دلیل صحیح نبود به طور مدور اجرا شود ؛ چراکه طرح داستانی را روایت میکند و بازدیدکنندگان باید تأملی در دیدن این تصاویر داشته باشند , که روی دیوار مدور این امکان فراهم نمی‌شود . اما اکنون آمادگی دارم که طرح سال ۶۱ را به صورت مسطح روی دیواری با همین ابعاد به صورت نقش‌برجسته اجرا کنم.»

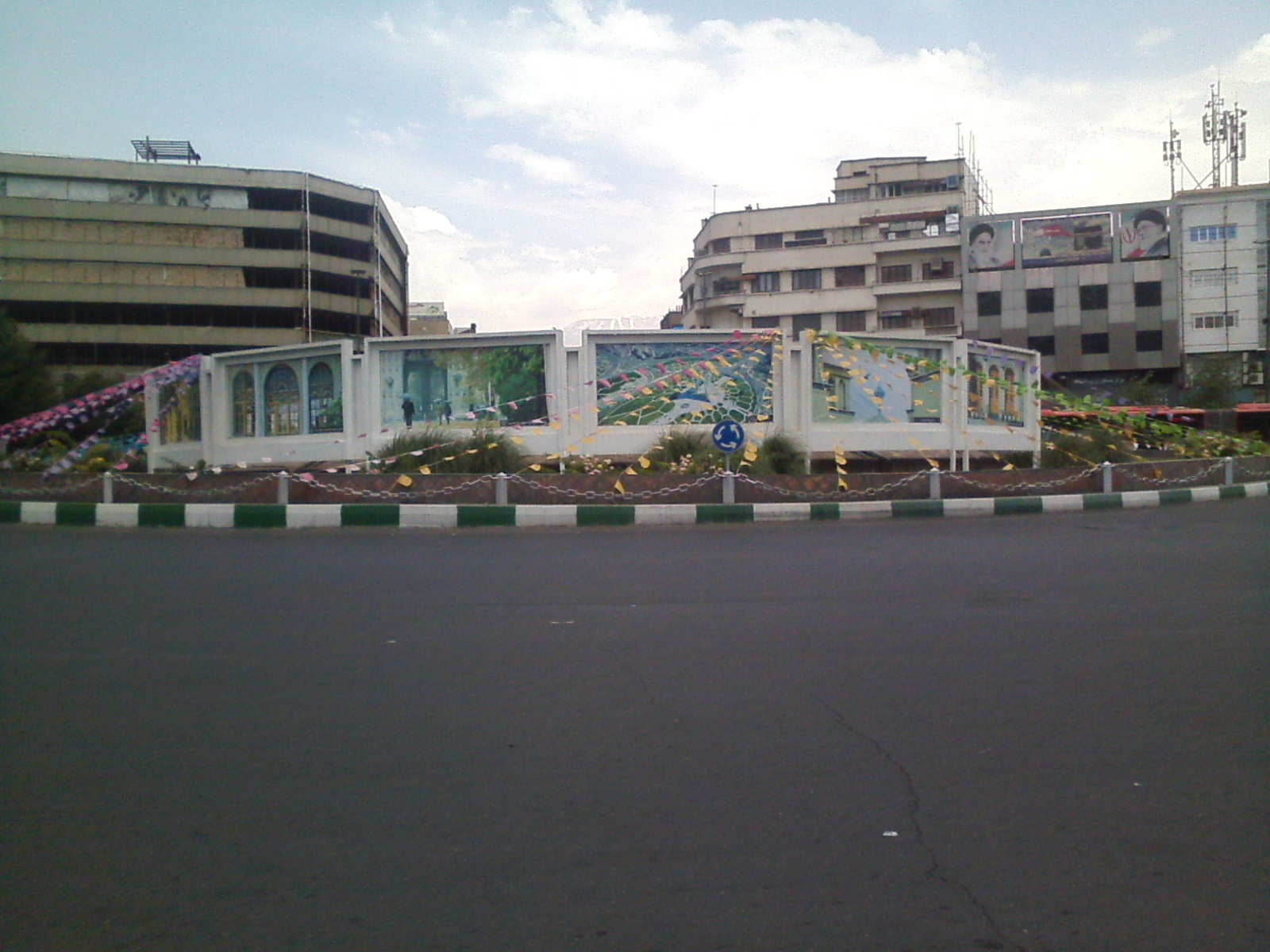
میدان انقلاب اسلامی در سال ۱۳۹۴، نماد گنبدی شکل محصور در بنرهای تبلیغاتی

با آغاز بازسازی میدان انقلاب و آغاز به کار ایستگاه مترو درون شهری در میدان انقلاب در سال ۱۳۸۶، موضوع ساخت مجسمه جدید برای میدان انقلاب توسط سازمان زیباسازی شهر تهران مطرح شد . پس از برگزاری چند دوره مسابقه، در نهایت ساخت مجسمه میدان انقلاب به سعید روانبخش سپرده شد. اما در سال ۱۳۸۸ در نهایت به جای یک مجسمه یک سازه گنبدی شکل ساخت سعید روانبخش در میدان نصب شد. این طرح یک شش ضلعی گنبدی نقش برجسته است که بخشی از این گنبد آجرکاری و بخش دیگر کاشی‌کاری شده‌است. در اطراف آن نیز چهار پنجره در فرم کاشی ایرانی و با ترکیب آهن، شیشه و برنج کار شده‌است. بر روی این سازه شش ضلعی گل‌های نقش برجسته کار شده که به گفته سازنده آن یادآور «شکوفه‌های انقلاب» است، اما برخی افراد و رسانه‌ها با اشاره به وجود ستاره داوود در این سازه، به عنوان یکی از مهم‌ترین نمادهای باورمندان یهودی، بر این اعتقاد بودند که سازنده این سازه هنگام طراحی به نماد پرچم اسرائیل توجه داشته‌است. ابتدا مدیران شهرداری مقاومت کردند اما سرانجام در آذر ۱۳۹۰ بخشی از این نماد گنبدی شکل و ستاره شش پر میدان انقلاب تخریب و اطراف آن با بنرهای تبلیغاتی محصور شد.
طبق اظهارات مسئولین شهرداری کار انتخاب و ساخت نماد جدید میدان انقلاب در دست انجام است. در سال ۱۳۹۵ مدیرعامل سازمان زیباسازی شهرداری تهران اعلام کرد «با سفارشی که به هنرمندان برای طراحی نماد این میدان داده بودیم ۳ اثر ارائه شده که این آثار را در معرض شورایی که در خصوص نماد میادین تصمیم‌گیری می‌کند خواهیم گذاشت. ماکت‌های این ۳ طرح آماده شده و اگر به جمع‌بندی برسند یکی از آنها اجرایی خواهد شد. تصمیم‌گیری در خصوص نماد این میدان بر عهده مدیر عامل سازمان زیباسازی شهرداری تهران نیست؛ بلکه باید مدیریت شهری یعنی شخص شهردار و شورای شهر تهران در این خصوص تصمیم‌گیری کنند.»

## فضاسازی شهری
فصل‌نامه علوم شناختی در تحقیقی با عنوان «ارزیابی ترجیحات بصری زنان از فضاهای شهری در تهران»، میدان انقلاب را «نامطلوب‌ترین محیط دیدنی تهران» معرفی کرده بود.